# 十興建設
十興建設開發股份有限公司，是位於臺灣臺中市的建築公司。為臺中市建築業界的元老級之一，也是臺中市建築公會的長久會員。曾多次參予政府相關的建造工作，如與苗栗縣農會合作的縣農會辦公大樓及類宿舍建築，現亦成為當地地標誌之一的農會寶鎮。
2012年改名為十興開發，增加飯店管理及經營業。
近年來積極往飯店休閒業別發展，
2013創立迴柑橙 Orangery Cafe輕食咖啡，以各國精緻料理飲品及手做料理為主；
2014年設立S Terminal Hotel　夏日航棧，為微型精品商務飯店，以機場概念為主軸，由空服人員提供國內的環球旅遊概念。

## 代表作品
- 苗栗縣縣農會辦公大樓農會寶鎮
- 台中縣台中瑞士
- 台中縣十興臻品
- 南投縣大戶人家
- 南投縣竹山鎮鳥語花鄉

## 外部連結
- 最美的度假別墅, 最理想的退休天堂的Facebook專頁